# Vespertilio
Vespertilio là một chi động vật có vú trong họ Dơi muỗi, bộ Dơi. Chi này được Linnaeus miêu tả năm 1758. Loài điển hình của chi này là Vespertilio murinus Linnaeus, 1758.

## Hình ảnh

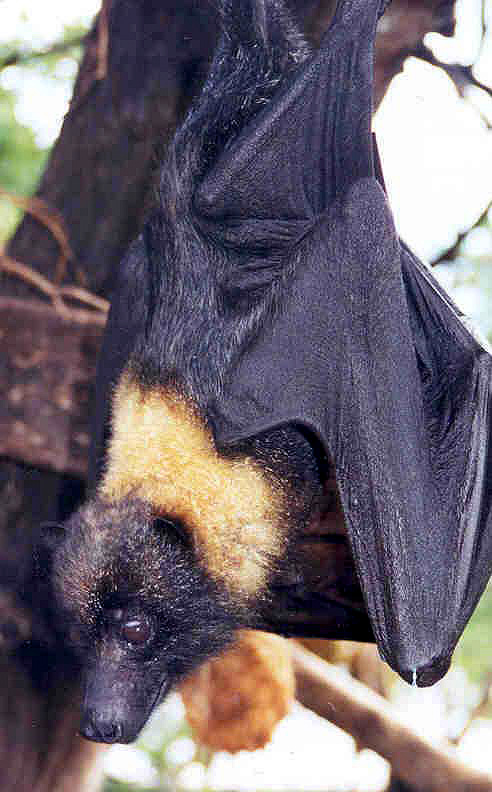
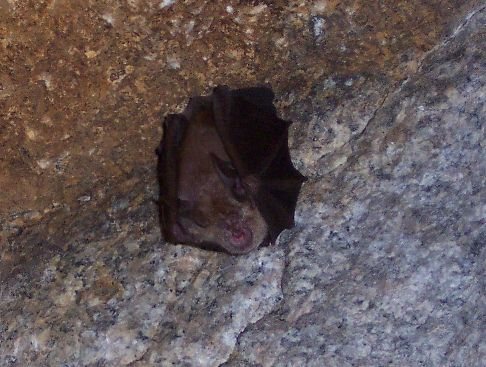
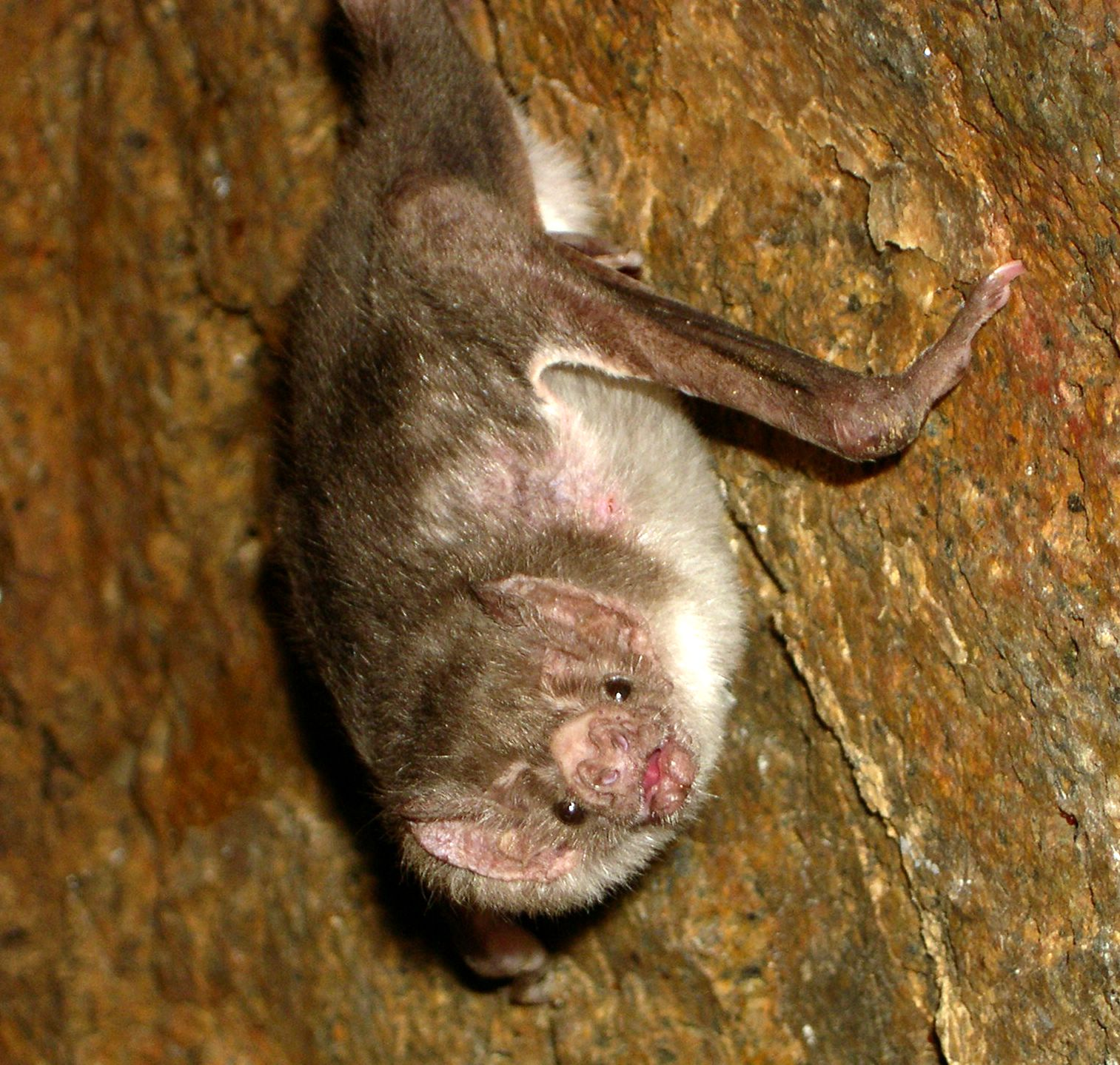

## Các loài
Phân loại ITIS
- Vespertilio murinus Linnaeus, 1758
- Vespertilio superans Thomas, 1899

Phân loại MSW
- Vespertilio murinus
  - Vespertilio murinus murinus
  - Vespertilio murinus ussuriensis
- Vespertilio sinensis
  - Vespertilio sinensis sinensis
  - Vespertilio sinensis andersoni
  - Vespertilio sinensis namiyei
  - Vespertilio sinensis noctula
  - Vespertilio sinensis orientalis